# Gisela Albrecht (Künstlerin)
Gisela Albrecht (* 8. Oktober 1921 in Amlishagen; † 1985) war eine deutsche Kostüm- und Trickfilmzeichnerin.

## Leben und Werk
Gisela Albrecht war die Tochter des im KZ Sachsenhausen umgekommenen Landschafts- und Porträtmalers Otto Albrecht und dessen Frau Emma. Sie machte von 1939 bis 1940 an der Deutschen Filmakademie Babelsberg eine Ausbildung zur Kostüm- und Trickfilmzeichnerin und studierte von 1940 bis 1942, u. a. bei Maximilian Klewer, an der Staatlichen Hochschule für bildenden Künste in Berlin-Charlottenburg. Als ihre Eltern im April 1942 von der Gestapo verhaftet wurden, kam sie ebenfalls vorübergehend in Haft.
Von 1945 bis 1948 studierte Gisela Albrecht bei Karl Caspar an der Akademie der Bildenden Künste München. Sie ging dann nach Ostberlin, wo sie 1952/1953 Meisterschülerin bei Heinrich Ehmsen an der Deutschen Akademie der Künste war.
An der Akademie lernte sie Hans-Detlev Hennig kennen, den sie 1954 heiratete, mit dem sie einen Sohn hatte und in Berlin-Friedrichshagen lebte. Sie trug nun den Namen Hennig. Die Ehe wurde geschieden, nachdem sie die DDR am 15. Juli 1960 mit dem Sohn illegal verlassen hatte und in ihren Geburtsort gegangen war. Gisela Hennig befürchtete in der DDR wohl Nachteile oder Repressionen, weil sie von einer Kollegin bezichtigt worden war, nicht für den Staat DDR zu sein.
Über das weitere Leben und Schaffen Gisela Albrechts wurden keine Informationen gefunden.